# Wila
Wila (im Ortsdialekt Wiile [ˈʋiːlə]) ist eine politische Gemeinde im Schweizer Kanton Zürich. Sie gehört zum Bezirk Pfäffikon.

Wila, historisches Luftbild von 1920, aufgenommen von Walter Mittelholzer

## Wappen
Blasonierung:
In Rot drei silberne Ringe (2, 1)
Das Wappen wurde 1926 vom Schild der Herren von Breiten-Landenberg übernommen.

Familienwappen aus Manzenhub

## Geographie
Wila liegt im Tösstal zwischen den Gemeinden Turbenthal und Bauma. Im Osten grenzt die Gemeinde an den Kanton Thurgau und im Westen an die Gemeinde Wildberg. Weiler in der näheren Umgebung von Wila sind: Schalchen (SW), Tablat (SO), Aegetswil (O), Au (S) und Sitzberg (NO). Die fünf Weiler repräsentieren typische Siedlungsstandorte im Tössbergland. Wie Wilas Zentrum sind Tablat und Au Talsiedlungen, Aegetswil und Sitzberg Terrassensiedlungen auf der Hörnlikette, wobei Sitzberg (mit eigener Kirche und berühmter Orgel von Georg Friedrich Schmahl) zur Nachbargemeinde Turbenthal gehört. Dieser rechts der Töss verlaufenden Bergkette sind auch das Steinental mit der Talsiedlung Steinen zuzurechnen und die Höhensiedlungen Schuepis, Manzenhueb und Ottenhueb auf der Hörnlikette. An die Allmenkette links der Töss lehnt sich das Dorfzentrum mit Ghöngg-, Eggeler-, Eichhalden-Quartier und Rosenberg. Schalchen wiederum ist ein Weiler auf der Allmenkette, aber zur Nachbargemeinde Wildberg gehörend.
Der Landwirtschaft dienen 36,8 % der Gemeindefläche, 49,3 % sind Wald, 7,7 % Siedlungsfläche, und 3,0 % dient dem Verkehr. 1,2 % sind Gewässer und 2,0 % unproduktive Fläche (Stand 2018).

## Geschichte
Bei archäologischen Grabungen anlässlich der Kirchenrenovation von 1978–1980 stiess man auf Spuren einer Holzkirche aus dem 7. bis 8. Jahrhundert. Die erste urkundliche Erwähnung findet sich in einem Steuerrodel des Bistums Konstanz aus dem Jahr 1275. Zudem ist eine abgegangene Burgstelle Auli erwähnt.
Die Herren von Breitenlandenberg besassen lange Zeit die Kollatur sowie bis 1796 auch die Niedere Gerichtsbarkeit. Hugo von Hohenlandenberg (1460–1532) wurde 1496 Bischof von Konstanz.

## Sehenswürdigkeiten und Tourismus
Ortsmuseum
Das Ortsmuseum Wila wurde 2010 eingerichtet.
Windenmacherei Brüngger
Historisches Handwerk, mit Vorführungen.
Jakob-Stutz-Wanderweg
Beschildeter Wanderweg Pfäffikon ZH – Sternenberg, mit Informationstafel Stationen.
Von Pfäffikon ZH – Mühle Balchensthal – Isikon (Hittnau) und dem Ravensbühl her kommend, erreicht der thematische Wanderweg die Gemeinde Wila auf der Tössegg. In Wila ist das Pfarrhaus eine wichtige Station im Leben des Volksdichters Jakob Stutz bei seinem Förderer, Pfarrer Schweizer. Der Weg führt weiter nach Ägetswil, wo Stutz mit der pietistisch-religiösen Familie Kägi befreundet war. Wieder unten an der Töss, in der Tablet, war er Hauslehrer im Arzthaus für die beiden schwerhörigen Kinder der Arztfamilie Rebsamen. Der Weg führt der Töss entlang talaufwärts und verlässt die Gemeinde Wila zu der Stutz-Lebensstation Blitterswil, dann auf die Höhe von Matt, zur Jakobszelle und endet bei der Kirche Sternenberg.
Wasserlehrpfad Tösstal
15 km Wanderweg mit informativen Schautafeln entlang der Töss bis Sennhof oder Bauma.
Gübel, Giessen und Höhlen
Chämmerlitobel (Juckern-Blitterswil) am Chämmerlibach:
I 8 m Fallhöhe, Koord. 708484/249234
II 25 m Fallhöhe, Koord. 708436/249262
Schuepistobel (unter Manzenhueb) am Ars(ch)bach:
I 10 m, Koord. 707894/251515
II 15 m, Koord. 707862/251519
Schreizen-Giessen (unterhalb Oberschreizen an der Sitzbergstrasse):
30 m Fallhöhe, Koord. 710105/253758
Büelgiessen (im Büeltobel unterhalb Bühl an der Sitzbergstrasse):
I 10 m Fallhöhe, Koord. 709488/253395
II 10 m Fallhöhe, Koord. 704493/253440
Toni-Höhle, über dem 1. Brücklein des Guyer-Zeller-Wanderwegs Tablet-Ruine Hohenlandenberg, Höhe 630 m, Koord. 707485/251370

## Wirtschaft
Landesweit bekannt war die Schwarz Sprengtechnik AG. Sie war untrennbar verbunden mit dem Namen des Gründers und Inhabers Günter Schwarz und ging im Jahr 2005 Konkurs. Die Nachfolgerin nennt sich Schwarz Spreng- und Felsenbau AG.

## Öffentlicher Verkehr
Folgende S-Bahnen der S-Bahn Zürich bedienen den Bahnhof Wila:
- S 11 Aarau – Lenzburg – Dietikon – Zürich HB – Stettbach – Winterthur – Seuzach/Sennhof-Kyburg (– Wila)  (nur Hauptverkehrszeiten)
- S 26 Winterthur – Bauma – Rüti ZH

### Nahverkehr
Folgende Postautolinien bedienen den Bahnhof Wila und verbinden sie mit den Nebendörfer:
- 807 Turbenthal, Bahnhof – Wila, Bahnhof – Schmidrüti – Sitzberg
- 833 Wila, Bahnhof – Schalchen – Pfäffikon ZH, Bahnhof

## Bevölkerung
| Jahr | Einwohner |
| ---- | --------- |
| 1634 | 313       |
| 1836 | 1161      |
| 1850 | 1131      |
| 1900 | 887       |
| 1950 | 913       |
| 2000 | 1818      |
| 2005 | 1844      |
| 2010 | 1933      |
| 2015 | 1926      |
| 2020 | 1996      |
| 2022 | 2044      |

## Politik
Gemeindepräsident ist seit 2022 Simon Mösch (Die Mitte).
Bei den Nationalratswahlen 2023 betrugen die Wähleranteile in Wila: SVP 50,14 % (+0,70), SP 10,75 % (−0,73), glp 8,07 % (−1,70), Mitte 6,77 % (+0,15), Grüne 6,51 % (−4,06), FDP 5,37 % (−0,25), EDU 3,73 (+0,60), EVP 3,48 % (+1,14).

## Persönlichkeiten
- Kaspar Gottfried Schweizer (1816–1873), Astronom
- Matthias Eduard Schweizer (1818–1860), Chemiker, Erfinder des Schweizer Reagens
- Reinhold Rüegg (1842–1923), Pädagoge, Journalist und Mitglied des Zürcher Verfassungsrats
- Barbara Egli (1918–2005), Schriftstellerin (Mundart und Standarddeutsch)
- Elisabeth Eidenbenz (1913–2011), Lehrerin, wurde als Gerechte unter den Völkern geehrt.